# Nytorv

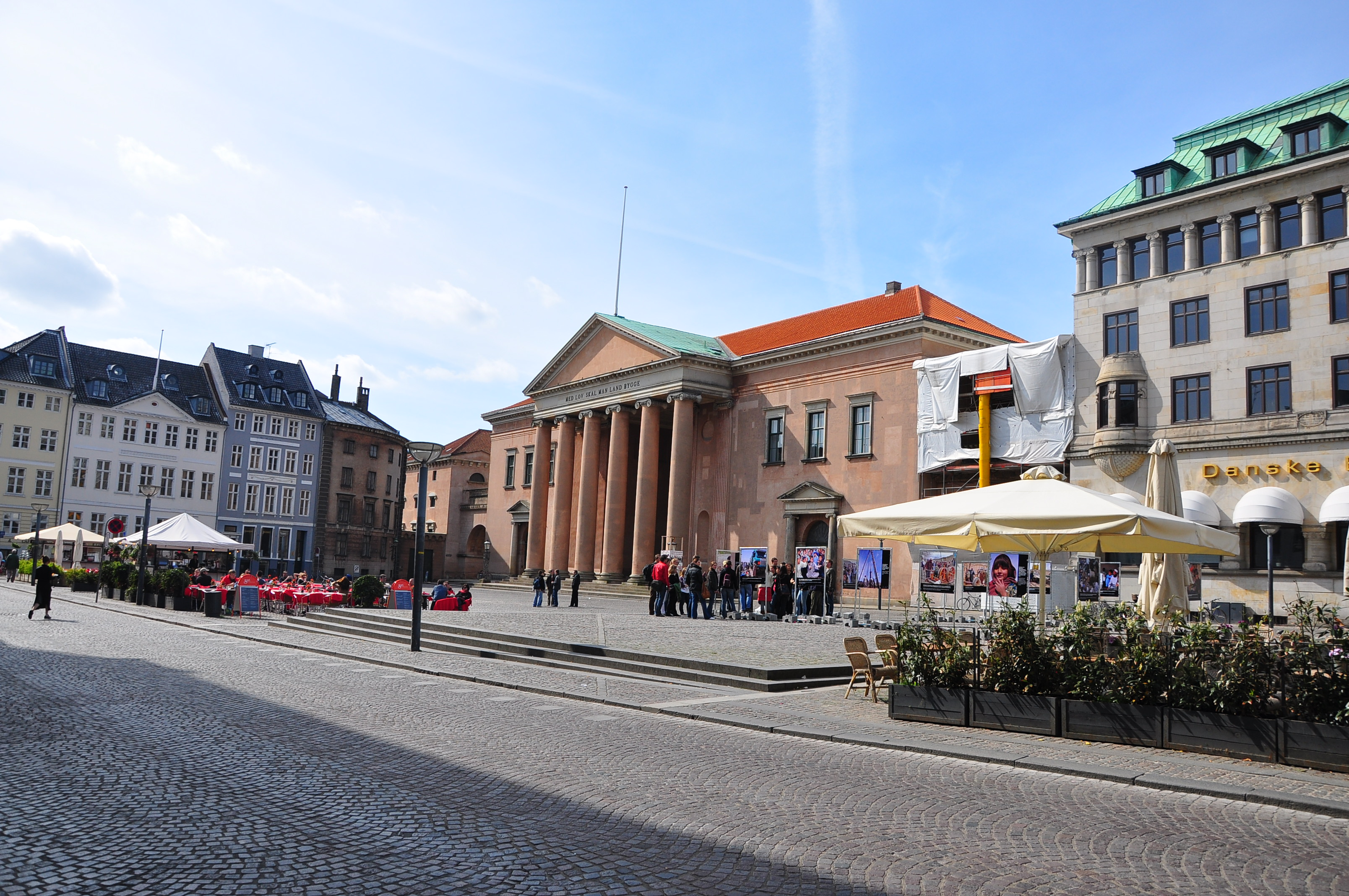
Nytorv con el Palacio de Justicia a la derecha.

Nytorv (en danés, ‘plaza nueva’ o ‘mercado nuevo’) es una plaza situada en el centro de Copenhague, Dinamarca. Junto con la adyacente plaza Gammeltorv forma un único espacio abierto, que actualmente forma parte de la zona peatonal Strøget. La plaza está dominada por la imponente fachada neoclásica del Palacio de Justicia de Copenhague, que desde 1815 hasta 1905 también sirvió como casa consistorial.

## Historia

### Creación
Nytorv fue creada por Cristián IV en 1610, cuando demolió las casas situadas detrás del Ayuntamiento en conexión con el proyecto de renovación de este edificio en estilo renacentista. Nytorv prosperó como una plaza de mercado, al igual que Gammeltorv, que se situaba al otro lado del ayuntamiento. Era en Nytorv donde trabajaban los carniceros, mientras que la mayoría de las ventas se realizaban en Gammeltorv.

### Ejecuciones públicas

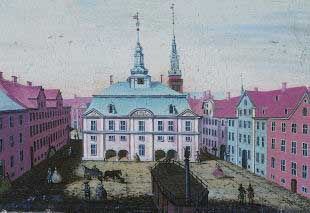
Nytorv con la horca pintada por Johannes Rach en 1747.

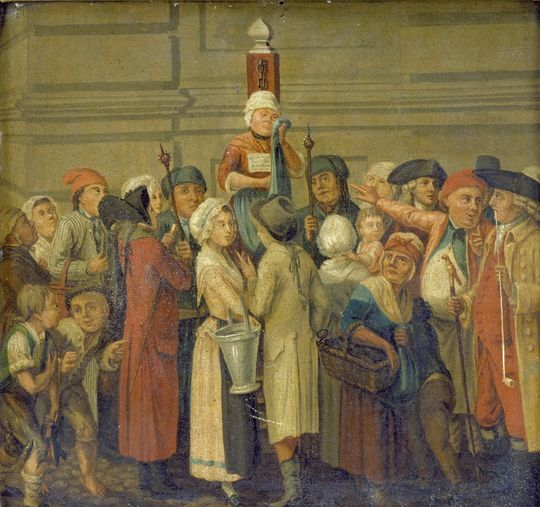
Mujer ajusticiada en la picota de Nytorv, ca. 1780.

Nytorv fue uno de los lugares de Copenhague en los que se realizaban ejecuciones públicas. Allí estaba la horca de la ciudad y una picota. También había picotas en otros lugares por toda la ciudad. No se construyó una horca permanente hasta 1627, y en 1728, año en el que se reconstruyó el Ayuntamiento tras el Incendio de Copenhague de 1728, se construyó un podio octogonal de albañilería.
Entre 1728 y 1740, Ludvig Holberg vivió en una casa en la esquina de Gammeltorv y Nygade, en el límite entre las dos plazas. En un epigrama, originalmente en latín y posteriormente traducido al danés, comentaba la naturaleza dual del lugar, entre la elegante Gammeltorv, con el Caritasbrønden (el "arte antiguo"), y las siniestras instalaciones de ejecución de Nytorv:

Du spør, i hvilken Kant af Byen jeg har min Bolig
To Torve ganske nær, Papil, den findes vil.
Det ene Gammeltorv, med gammel kunst fortrolig
slagsmål og tyveri og svig og drik og spil.
Nytorv det andet, der har skafottet man placeret
midt imellem begge har Justitia sit bo.
Så mellem galgenpak og galgen ugenert jeg bor,
 Gud hjælpe mig mod begge to!
Preguntas en qué parte de la ciudad vivo
Dos plazas muy cerca, Papil, la encontrarás.
Una Gammel Torv, donde el arte antiguo confía
Peleas y robo y fraude y bebida y juego.
La otra Nytorv, donde se ha colocado una horca,
A medio camino entre los dos la Justicia reina,
Así que entre el condenado y la horca en dúo
Vivo; mi único Dios, ayúdame contra los dos.
Ludvig Holberg

Las últimas ejecuciones realizadas en la horca detrás del Ayuntamiento tuvieron lugar en 1758, cuando Frederik Hammond, dueño de una fundición en Noruega, y su ayudante, un sueco llamado Anders Sundblad, fueron condenados a ser decapitados por producir valores falsificados en cantidad de 35 000 rigsdaler. Tres años después se retiró la horca y desde entonces las ejecuciones se realizaron solo en Østerfælled, Vesterfælled y Amagerfælled, aunque en la picota de Nytorv se siguieron realizando torturas como marcado a fuego y azotes hasta 1780.

### Fusión con Gammeltorv

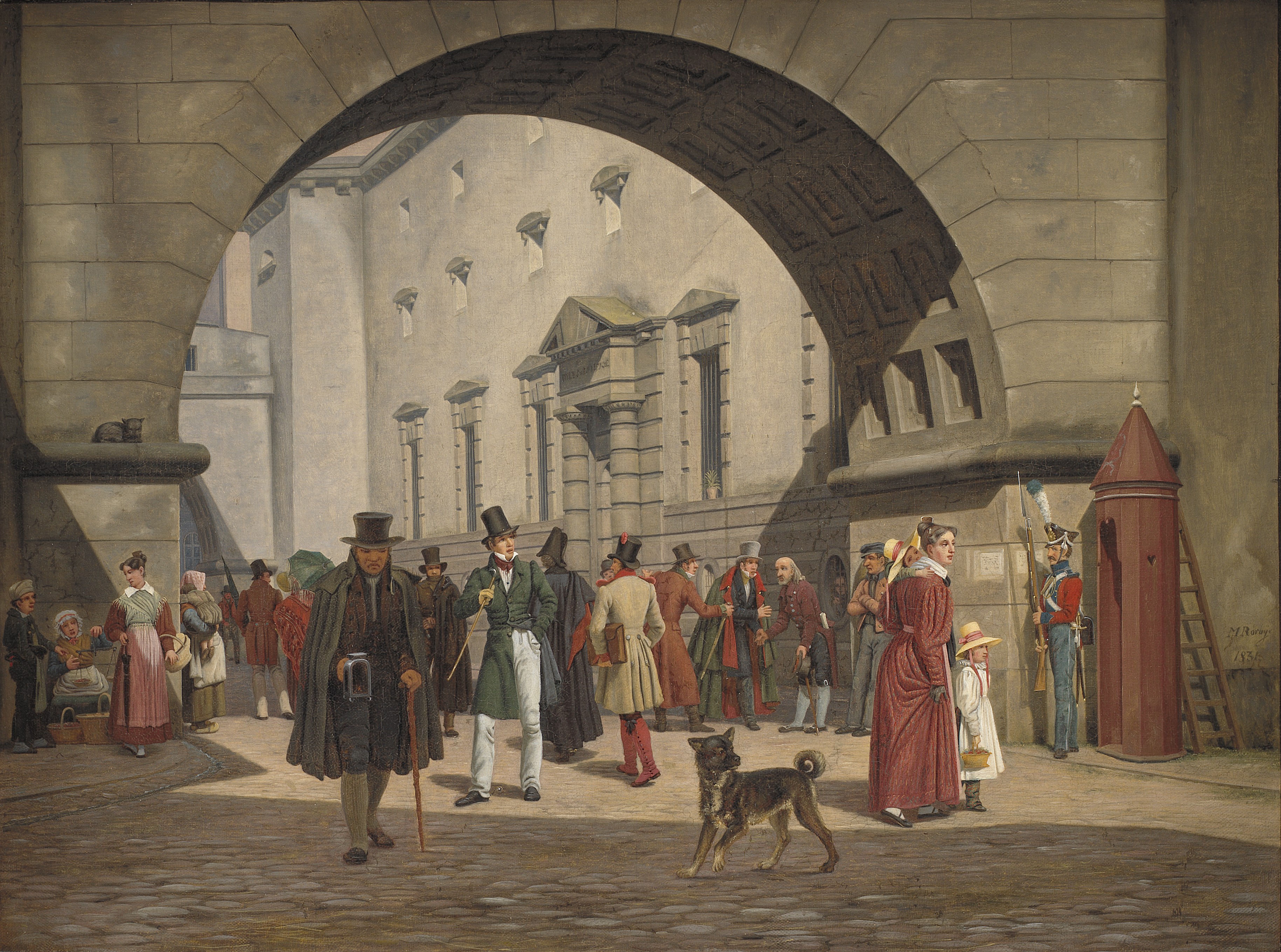
El pasadizo elevado que conecta la cárcel con los juzgados, pintado por Martinus Rørbye en 1831.

En el Incendio de Copenhague de 1795 el Ayuntamiento se destruyó de nuevo. Esta vez no se reconstruyó en el mismo lugar, sino que se trasladó a una parcela mayor en el lado oeste de Nytorv. Desde 1728, esta parcela la había ocupado el Orfanato Real pero este también se destruyó en el incendio y se trasladó a varios edificios repartidos por la ciudad.
El nuevo edificio, que iba a servir como Ayuntamiento y juzgado, fue diseñado por Christian Frederik Hansen, el arquitecto danés más importante de la época. Completado en 1815, el proyecto también incluía una cárcel al lado, conectada al juzgado mediante un pasadizo elevado con forma de arco.
Después de incendio, Nytorv y Gammeltorv pasaron a componer un único espacio común. Durante la primera mitad del siglo XX, las actividades del mercado desaparecieron gradualmente de la plaza, que pasó a estar dominada cada vez más por los coches. Esto cambió en 1962, cuando se creó la zona peatonal de Strøget.

## Edificios

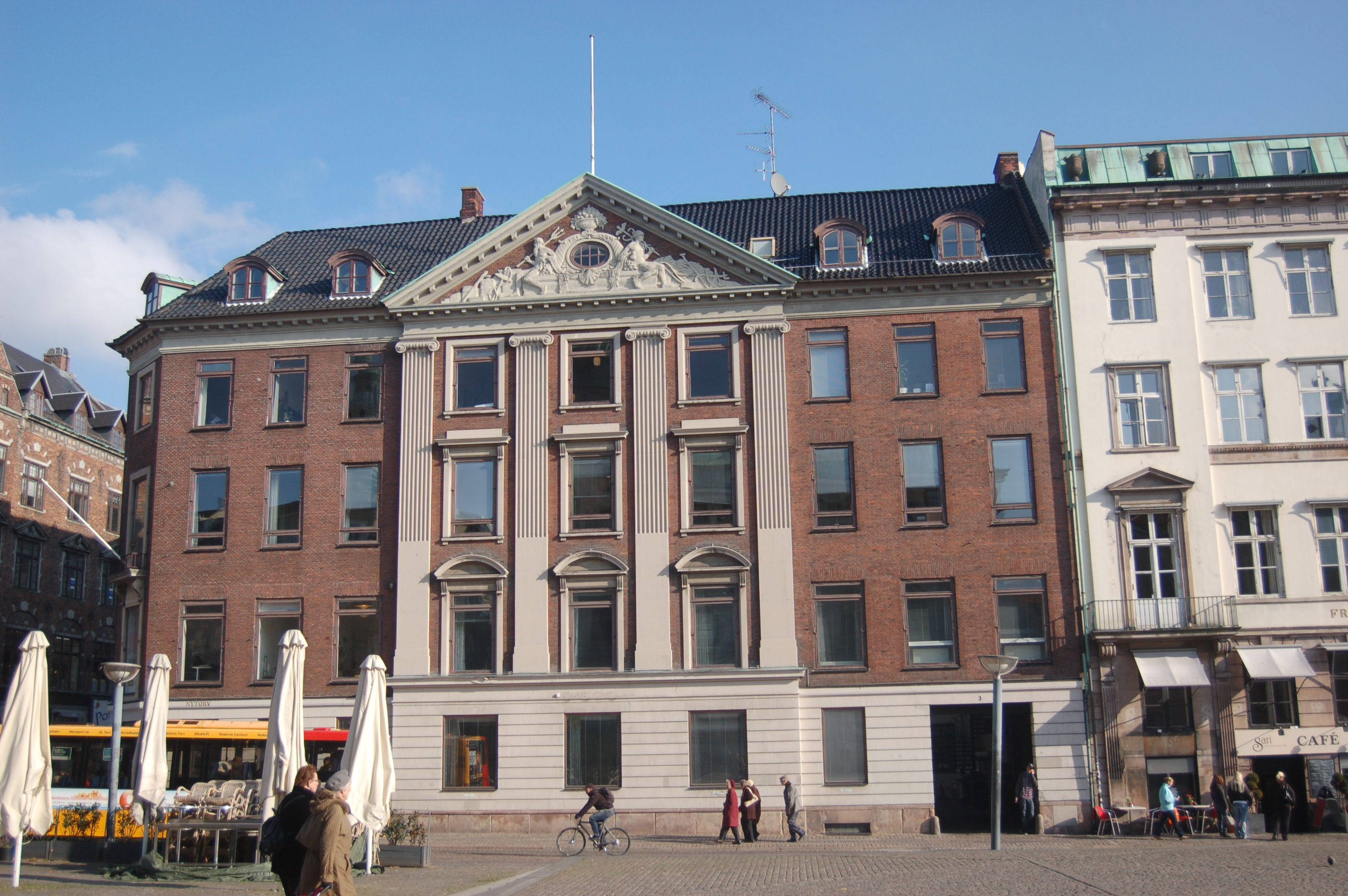
El número 3 de Nytorv en la esquina de Strøget.

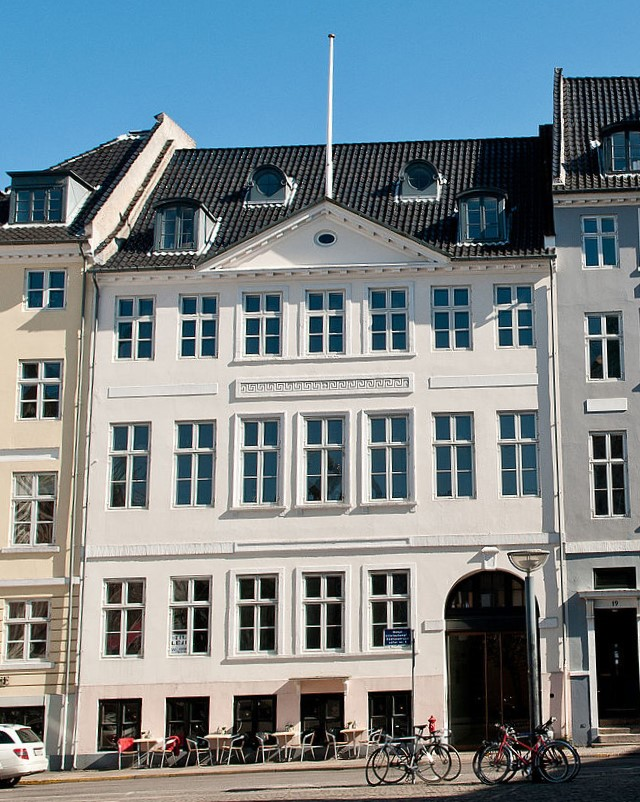
El lado sur de la plaza (números 15–1).

La plaza está dominada por el Palacio de Justicia, con sus columnas de orden jónico, que ocupa la mayor parte del lado oeste. El resto de edificios que rodean la plaza, la mayoría de arquitectos desconocidos y todos protegidos, son casas neoclásicas de la época inmediatamente posterior al Gran Incendio de 1795. El número 3, frente al juzgado, en la esquina con Strøget, tiene una fachada decorada con pilastras y un frontón triangular. El número 5 se construyó entre 1799 y 1803 para Hartvig Marcus Frisch según el diseño de Nicolai Abildgaard. Originalmente también tenía pilastras y frontón, pero se le añadió una planta y fue renovado por August Klein entre 1889 y 1890. El número 7 se construyó entre 1795 y 1796 para Jens Lauritzen, un tendero y cervecero, posiblemente según el diseño de Andreas Kirk. El elegante edificio del número 9 se construyó entre 1796 y 1797 según el proyecto de un arquitecto desconocido, mientras que el número 11, el gran edificio en la esquina de Brolæggerstræde, fue diseñado por C. F. Hollander y completado un año más tarde.
Los tres edificios del lado sur de la plaza fueron diseñados por arquitectos desconocidos y se construyeron entre 1795 y 1797.

## Nytorv en la actualidad

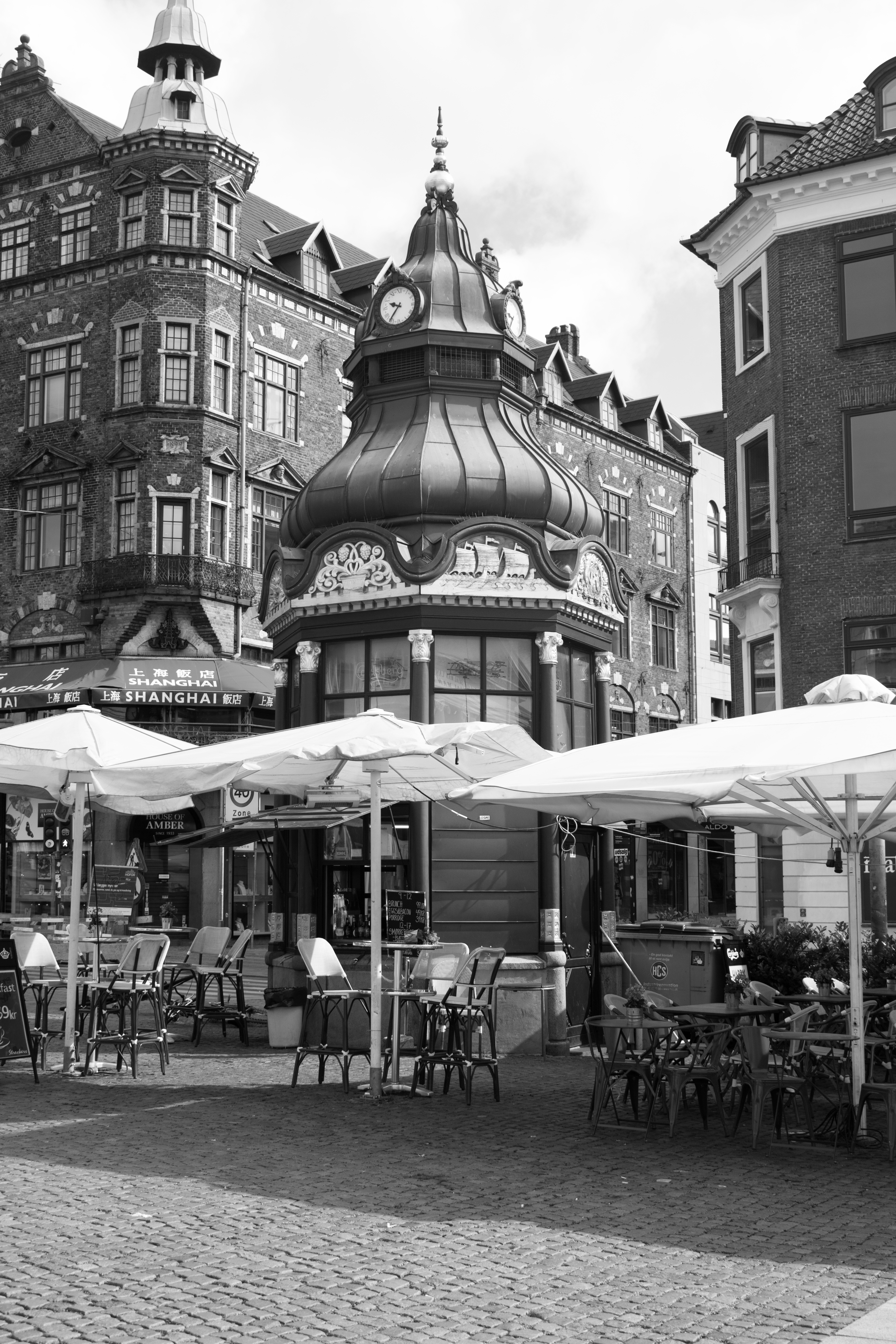
El antiguo quiosco del teléfono.

En la actualidad Nytorv/Gammeltorv es una plaza alegre en pleno centro histórico de Copenhague. Durante la última renovación de la plaza, dirigida por el arquitecto municipal Otto Käszner en 1993, se construyó un podio octogonal en lugar donde estaba la horca y se marcó la huella del antiguo ayuntamiento en el pavimento con una piedra más clara. El podio se utiliza habitualmente como banco y ocasionalmente como quiosco de música, por ejemplo durante el Copenhagen Jazz Festival.
La plaza también contiene uno de los antiguos quioscos de teléfono que se pueden encontrar por todo el centro de la ciudad. El modelo original fue diseñado por Fritz Kochs, pero el quiosco de Nytorv es un modelo posterior, algo más grande y de diseño más pesado, instalado por Martin Jensen en 1913.